# Dulcy (film 1940)
Dulcy è un film del 1940 diretto da S. Sylvan Simon. Terza versione dell'adattamento per lo schermo della commedia Dulcy di George S. Kaufman e Marc Connelly.

## Produzione
Il film è stato prodotto dalla Loew's e dalla Metro-Goldwyn-Mayer (MGM). Fu girato a Big Bear Lake e a Lake Arrowhead, San Bernardino National Forest in California. Le riprese furono effettuate dall'8 giugno all'8 luglio 1940.

## Distribuzione
Il film è uscito nelle sale statunitensi il 4 agosto 1940, distribuito dalla Metro-Goldwyn-Mayer (MGM).

### Date di uscita
- USA 	4 ottobre 1940	 con il titolo originale Dulcy
- Svezia	11 agosto 1941 con il titolo Dulcy
- Portogallo 9 giugno 1942 con il titolo Dulcy, a Desastrada

### La commedia e le sue versioni cinematografiche
Dulcy, commedia in tre atti scritta da George S. Kaufman e Marc Connelly, fu uno dei successi di Broadway del 1921: messa in scena al Frazee Theatre, debuttò il 13 agosto, tenendo cartellone fino all'11 marzo 1922, per un totale di 241 rappresentazioni. Dulcinea (la Dulcy del titolo) era interpretata da Lynn Fontanne, nel ruolo che sullo schermo venne poi affidato a Constance Talmadge, Marion Davies e Ann Sothern.
Gli adattamenti cinematografici della commedia furono:
- Dulcy di Sidney Franklin con Constance Talmadge (1923)
- Gabbia di matti di King Vidor con Marion Davies (1930)
- Dulcy di S. Sylvan Simon con Ann Sothern (1940)